# 大衆党 (韓国)
大衆党（たいしゅうとう）は、第三共和国時代の韓国に存在した革新政党である。

## 概要
1966年12月に組織された民主社会党を前身に、正義党と統一社会党の一部と東学党を統合して1967年3月9日に結成された。民主社会主義の理念を元にした政治、経済、社会の現代化を掲げた。徐珉濠が最高委員だったが、後に李東華が権限を代行した。10月維新後の1973年6月29日に大衆党政治委員会で自ら解散を決意し、翌日、中央選挙管理委員会に政党解散を申告した。